# المبادئ الأساسية للدعاية الحربية
المبادئ الأساسية للدعاية الحربية هي أفرودة كتبتها آن موريلي نُشرت في عام 2001. لم تتُرجم إلى اللغة الإنجليزية. يوصي العنوان الفرعي «بقابليتها للاستخدام في حالة الحرب الباردة أو الساخنة أو الفاترة».

«الوصايا» العشر للدعاية التي توضحها آن موريلي في هذا العمل هي، قبل كل شيء، إطار تحليلي للأغراض التربوية وللتحليل الإعلامي. لا تريد موريلي التحيز أو الدفاع عن «الديكتاتوريين»، لكنها تُظهر انتظام استخدام المبادئ العشرة في وسائل الإعلام وفي المجتمع:
«لن أختبر نقاء نوايا هذا أو ذاك. لن أكتشف من يكذب ومن يقول الحقيقة، ومن يصدُق بقوله ومن لا يصدق. هدفي الوحيد هو توضيح مبادئ الدعاية المستخدمة ووصف طريقة عملها».
مع ذلك، يبدو للكاتبة أنه بعد الحروب التي ميزت عصرنا (كوسوفو، وحرب الخليج الثانية، وحرب أفغانستان، وحرب العراق)، يجب مناقشة الديمقراطيات الغربية ووسائط إعلامها.
يُظهر رودولف والتر في مراجعته في جريدة دي تسايت، تُكيف موريلي في هذا العمل الأشكال النموذجية لمحتويات الدعاية المختلفة مع أخبار عصرها. تناولت كتاب التزييف بزمن الحرب لآرثر بونسومبي، وحرب 1914: استنفار الضمائر لجورج ديمارسيال، حول الدعاية في الحرب العالمية الأولى، ونظمتها في شكل عشرة مبادئ، وطبقتها على كل من الحربين العالميتين، والحرب في البلقان، والحرب في أفغانستان. أربعة من المبادئ التالية، وفقًا لوالتر، تنبع مباشرة من مغالطة المأزق المفتعل، والتفكير التبسيطي من حيث الأسود والأبيض.

## المحتويات

### لا نريد الحرب، نحن فقط ندافع عن أنفسنا!
وفقًا لموريلي، فإن رجال الدولة من جميع البلدان أكدوا دائمًا وبجدية أنهم لا يريدون الحرب. الحروب دائمًا غير مرغوب فيها، ونادرًا ما يرى السكان الحرب بصورة إيجابية. مع ظهور الديمقراطية، أصبحت موافقة السكان أمرًا لا غنى عنه، لذلك يجب رفض الحرب ويجب أن يكون كل شخص من دعاة السلام، على عكس العصور الوسطى، عندما كان رأي السكان ذا أهمية قليلة. «وهكذا، تحشد الحكومة الفرنسية الجيش وتعلن في نفس الوقت أن التعبئة ليست حربًا، بل على العكس هي أفضل طريقة لتأمين السلام». «إذا كان جميع القادة يريدون السلام، فإن المرء يتساءل لماذا تندلع الحروب بعد كل شيء». يوفر المبدأ الثاني إجابة على هذا السؤال.

### خصمنا هو المسؤول الوحيد عن هذه الحرب!
تطرح موريلي أن هذا المبدأ ينبع من حقيقة أن كل طرف يؤكد أنه مجبر على إعلان الحرب من أجل منع الخصم من «تدمير قيمنا» أو تعريض حريتنا للخطر أو تدميرنا تمامًا. إنها مفارقة الحرب التي تشن لمنع الحروب. هذا يقودنا تقريبًا إلى العبارة الأسطورية لجورج أورويل: «الحرب هي السلام». تماشيًا مع هذا المفهوم، اضطرت الولايات المتحدة لشن حرب ضد العراق، لأن العراق لم يترك أي خيار آخر. إنهم يردون فقط ويدافعون عن أنفسهم ضد استفزازات العدو المسؤول بالكامل عن اندلاع الحرب. «يؤكد دلادييه في (نداء للأمة) في 3 سبتمبر 1939 -تتولى فرنسا المسؤولية عن النتائج المترتبة على معاهدة فرساي: لقد رفضت ألمانيا بالفعل الرد على الناس ذوي القلب الطيب في هذا الوقت ممن رفعوا صوتهم من أجل السلام في العالم. ... نحن نخوض الحرب لأنهم يفرضونها علينا». «برر ريبنتروب الحرب على بولندا بقوله: الفوهرر لا يريد الحرب. لقد قرر هذا بقلب مثقل. لكن قرار الحرب والسلام لا يتوقف عليه. هذا يعتمد على بولندا. في بعض المسائل الحيوية للرايخ، يتعين على بولندا أن تستسلم وتفي بالمطالب التي لا يمكننا الاستغناء عنها. إذا رفضت بولندا، فإن مسؤولية النزاع تقع على عاتقها وليس على ألمانيا». (ص 16 في الأصل الفرنسي) بالمعنى ذاته، في 9 يناير 1991، يمكن أن نقرأ عن حرب الخليج الثانية في لي سوا: «السلام الذي يرغب فيه العالم كله أكثر من أي شيء آخر، لا يمكن بناؤه على تنازلات بسيطة لعمل من أعمال القرصنة». ينطبق الشيء نفسه على حرب العراق، لأنه قبل اندلاع الحرب، في 12 سبتمبر 2002، عنونت صحيفة لو باريزيان: كيف يستعد صدام للحرب.

### زعيم خصمنا شرير بطبيعته ويشبه الشيطان
كتبت موريلي: «لا يمكنك أن تكره مجموعة من الناس تمامًا، حتى لو كانوا أعداءك. لذلك فإن توجيه الكراهية إلى الشخصية القيادية في البلد المعادي أكثر فعالية. بهذه الطريقة، سيكون «للعدو» وجه، وسيصبح هذا الوجه بطبيعة الحال موضع كراهية.»
تعلق قائلة: «سيصور المنتصر نفسه دائمًا على أنه مؤيد للسلام محب للاتفاقات السلمية والتفاهم المتبادل، لكن المعسكر المعارض يضطره للحرب، كما فعل بوش أو بلير». «من المؤكد أن معسكر العدو يديره مجنون، وحش (ميلوشيفيتش، وبن لادن، وصدام حسين)، (...) الذي يتحدانا ويتعين على المرء أن يحرر البشرية منه».
الخطوة الأولى في عملية الشيطنة، بحسب موريلي، هي اختزال بلد بأكمله إلى شخص واحد، كما لو لم يكن أحد يعيش في العراق، باستثناء صدام حسين بحراسه الجمهوريين «المخيفين» وأسلحة الدمار الشامل «المخيفة».
إضفاء الطابع الشخصي على الصراعات هو نموذجي لوجهة نظر تاريخية معينة، والتي وفقًا لها يصنع التاريخ من قبل الأبطال، بواسطة «شعب عظيم». ترفض آن موريلي وجهة النظر هذه للتاريخ، وتكتب بلا كلل عما يخفيه التأريخ الرسمي. الرواية الرسمية للتاريخ مثالية وميتافيزيقية إذ تفترض أن التاريخ هو نتيجة لأفكار عظيمة وأشخاص عظماء. تعارض هذا الرأي بوجهة نظر جدلية ومادية، تشرح فيها التاريخ من أساس العلاقات بين الناس ومن الحركات الاجتماعية.
يتميز الخصم بجميع العلل والشرور التي يمكن تصورها. تتراوح من المظهر الجسدي إلى الحياة الجنسية. وهكذا، فإن لو فيف في ليكسبريس في 8 أبريل 1999 تصور «ميلوشيفيتش الرهيب»، ولم تقتبس أي بيان أو وثيقة مكتوبة «لحاكم بلغراد»، لكنها تسلط الضوء على تقلبات مزاجه غير الطبيعية، وفورات غضبه المروعة والوحشية: «عند الغضب، يكون وجهه مشوهًا. ولكن فجأة، سيستعيد رباطة جأشه». بالطبع، تُستخدم هذه الشيطنة لأغراض أخرى أيضًا، كما هو الحال مع جميع أدوات الدعاية. على سبيل المثال، أفاد بيير بورديو أن المعلمين في الجامعة الأمريكية الذين كرهوا شعبية ميشيل فوكو في مدارسهم الثانوية كتبوا كتبًا عن حياة فوكو الخاصة. وبحسب رأيهم، فإن هذا «المثلي المازوخي والمجنون» مارس «ممارسات جنسية غير طبيعية، وفاضحة، وغير مقبولة». من خلال نزع أهلية فوكو كشخص، يمكنهم تجنيب أنفسهم المواجهة الأكثر صعوبة مع تفكير المؤلف أو مع خطابات شخص سياسي و«دحضه» على أساس الأحكام الأخلاقية.

### نحن ندافع عن قضية نبيلة لا عن مصالحنا!
تحلل موريلي الأهداف الاقتصادية والجيوسياسية للحرب التي يجب أن تخفيها القيم الأخلاقية والشرعية. هذا ما أعلنه جورج دبليو بوش، «هناك أناس لن يفهموا هذا أبدًا. القتال ليس من أجل النفط، القتال ضد العدوان الغاشم». كتبت لوموند في 22 يناير 1991: «أهداف هذه الحرب هي أولًا وقبل كل شيء أهداف مجلس الأمن التابع للأمم المتحدة. ونحن نشارك في هذه الحرب للأسباب الكامنة وراء قرارات مجلس الأمن والهدف الأساسي هو تحرير الكويت». «في مجتمعاتنا الحديثة، التي تختلف عن زمن لويس الرابع عشر، لا يمكن أن تبدأ الحرب إلا بموافقة الشعب. أظهر غرامشي إلى أي مدى تعتبر السيادة الثقافية والموافقة على قرارات الحكومة ضرورية. من السهل كسب هذه الموافقة إذا اعتقد الناس أن حريتهم وحياتهم وشرفهم تعتمد على هذه الحرب. على سبيل المثال: يمكن تلخيص أهداف الحرب العالمية الأولى في ثلاث نقاط: - تدمير النزعة العسكرية، - الدفاع عن الدول الصغيرة، - إعداد العالم للديمقراطية. منذ ذلك الحين، تكررت هذه الأهداف المشرفة للغاية حرفيًا تقريبًا عشية كل صراع، على الرغم من أنها لا تتناسب مع الغرض الحقيقي. «من الضروري إقناع الرأي العام بأننا، على عكس أعدائنا، نخوض الحرب من أجل دوافع شريفة بلا حدود». «بالنسبة للحرب اليوغوسلافية، نجد انحراف الأهداف الرسمية عن الأهداف غير المعترف بها للصراع». يتدخل الناتو رسميًا من أجل الحفاظ على الطابع المتعدد الأعراق لكوسوفو، ومن أجل الحيلولة دون إساءة معاملة الأقليات، ومن أجل إقامة الديمقراطية، وبالتالي من أجل إنهاء حكم الدكتاتور. إنه دفاع عن المخاوف المقدسة لحقوق الإنسان. لكن ليس فقط في نهاية هذه الحرب يمكنك أن ترى أن أي من هذه الأهداف لم يتحقق، بل تلاحظ الابتعاد بصورة ملحوظة عن المجتمع المتعدد الأعراق وعن العنف ضد الأقليات، هذه المرة الصرب والغجر. هذا العنف جزء من الحياة اليومية، لكنك تدرك أن الأهداف الاقتصادية والجيوسياسية قد تحققت لكن لا أحد يتحدث عنها أبدًا».